# Renauldia paradoxica
Renauldia paradoxica är en bladmossart som beskrevs av Bruce H. Allen 1987. Renauldia paradoxica ingår i släktet Renauldia och familjen Pterobryaceae. Inga underarter finns listade i Catalogue of Life.